# Крайній Валерій Григорович
Вале́рій Григо́рович Кра́йній (нар. 24 листопада 1948, місто Запоріжжя) — український політик. Колишній народний депутат України. Член ВО «Батьківщина», голова Запорізької обласної організації з 2008 року.

## Освіта
У 1998 році закінчив Запорізьку державну інженерну академію за спеціальністю «Бухгалтерський облік і аудит».

## Кар'єра
- Вересень 1966 — жовтень 1967 — учень фрезерувальника, фрезерувальник 1-го розряду заводу електромонтажних виробів № 10.
- Травень 1968 — травень 1970 — служба в Радянській Армії.
- Червень 1970 — серпень 1973 — слюсар механоскладальних робіт на автомобільному заводі «Комунар».
- Серпень 1973 — травень 1977 — секретар цехової комсомольської організації автозаводу «Комунар».
- Травень 1977 — травень 1982 — директор спортивних споруд, голова СК «Запорожець» автомобільного заводу «Комунар».
- Травень 1982 — березень 1987 — інструктор парткому автозаводу «Комунар» коммунарского райкому Компартії України.
- Квітень 1987 — грудень 1988 — начальник відділу інженерно-технічних кадрів автомобільного заводу «Комунар».
- Січень 1989 — червень 1992 — заступник голови профкому автомобільного заводу «Комунар».
- Червень 1992 — квітень 1998 — технічний помічник генерального директора, заступник генерального директора з загальних питань, заступник генерального директора по роботі з персоналом та загальних питань, адміністративний директор автомобільного заводу «Комунар».
- Квітень 1998 — липень 2000 — адміністративний директор ЗАТ «АвтоЗАЗ-Деу».
- Липень 2000 — січень 2003 — адміністративний директор, виконувач обов'язків директора з інвестицій та будівництва ЗАТ «АвтоЗАЗ-Деу».
- Січень 2003 — лютий 2003 — адміністративний директор, виконувач обов'язків директора з інвестицій та будівництва ЗАТ «Запорізький автомобілебудівний завод».
- З лютого 2003 — заступник голови правління з адміністративних питань та будівництва ЗАТ «ЗАЗ».

## Політична діяльність
Депутат Комунарської районної ради (1990–1998), депутат Запорізької міської ради (1998–2007). Був головою фракції «Блок Юлії Тимошенко».
Народний депутат України 6-го скликання з 23 листопада 2007 до 12 грудня 2012 від «Блоку Юлії Тимошенко», № 138 в списку. На час виборів: заступник голови правління ЗАТ «Запорізький автомобілебудівний завод», член ВО «Батьківщина». Член фракції «Блок Юлії Тимошенко» (з листопада 2007). Член Комітету з питань промислової і регуляторної політики та підприємництва (з грудня 2007).
На президентських виборах 2010 року очолював Запорізький обласний виборчий штаб кандидата в Президенти України Юлії Тимошенко.

## Сім'я
Дружина Крайня Людмила Григорівна (1959), син Крайній Максим Валерійович (1984).